# 小行星7278
小行星7278（英語：7278 Shtokolov）是一颗围绕太阳公转的小行星。1985年10月22日，柳德米拉·瓦斯列娜·朱然勒娃在克里米亚发现了此天体。
这颗小行星的绝对星等为233.92647等。